# Podnoszenie ciężarów na Letnich Igrzyskach Olimpijskich 1980 – waga superciężka mężczyzn
Rywalizacja w wadze ponad 110 kg mężczyzn w podnoszeniu ciężarów na Letnich Igrzyskach Olimpijskich 1980 odbyła się 30 lipca 1980 roku w hali Pałac Sportu Izmajłowo. W rywalizacji wystartowało 12 zawodników z 8 krajów. Tytułu sprzed czterech lat nie obronił Wasilij Aleksiejew z ZSRR, który spalił wszystkie próby w rwaniu. Nowym mistrzem olimpijskim został jego rodak - Sułtanbaj Rachmanow, srebrny medal wywalczył Jürgen Heuser z NRD, a trzecie miejsce zajął Polak Tadeusz Rutkowski.

## Wyniki
| Pozycja | Zawodnik            | Reprezentacja  | Waga   | Rwanie | Rwanie | Rwanie | Podrzut | Podrzut | Podrzut | Wynik |
| Pozycja | Zawodnik            | Reprezentacja  | Waga   | 1      | 2      | 3      | 1       | 2       | 3       | Wynik |
| ------- | ------------------- | -------------- | ------ | ------ | ------ | ------ | ------- | ------- | ------- | ----- |
| 1. !    | Sułtanbaj Rachmanow | ZSRR           | 145,25 | 185,0  | 190,0  | 195,0  | 230,0   | 237,5   | 245,0   | 440,0 |
| 2. !    | Jürgen Heuser       | NRD            | 133,95 | 182,5  | 182,5  | 187,5  | 227,5   | 227,5   | 242,5   | 410,0 |
| 3. !    | Tadeusz Rutkowski   | Polska         | 124,90 | 175,0  | 180,0  | 182,5  | 222,5   | 227,5   | 230,0   | 407,5 |
| 4       | Rudolf Strejček     | Czechosłowacja | 133,10 | 182,5  | 187,5  | 187,5  | 220,0   | 225,0   | 225,0   | 402,5 |
| 5       | Bohuslav Braum      | Czechosłowacja | 148,45 | 180,0  | 180,0  | 180,0  | 212,5   | 217,5   | 222,5   | 397,5 |
| 6       | Francisco Méndez    | Kuba           | 134,30 | 175,0  | 180,0  | 180,0  | 220,0   | 230,0   | 230,0   | 395,0 |
| 7       | Robert Skolimowski  | Polska         | 148,50 | 175,0  | 175,0  | 180,0  | 210,0   | 222,5   | 222,5   | 385,0 |
| 8       | Talal Nadżdżar      | Syria          | 133,30 | 145,0  | 152,5  | 157,5  | 200,0   | 205,0   | 207,5   | 362,5 |
| -       | Jouko Leppä         | Finlandia      | 149,70 | 150,0  | 155,0  | 160,0  | 210,0   | 210,0   | 210,0   | DNF   |
| -       | Marin Parapancea    | Rumunia        | 115,30 | 162,5  | 162,5  | 162,5  | -       | -       | -       | DNF   |
| -       | Gerardo Fernández   | Kuba           | 128,00 | 170,0  | 170,0  | 170,0  | -       | -       | -       | DNF   |
| -       | Wasilij Aleksiejew  | ZSRR           | 161,75 | 180,0  | 180,0  | 180,0  | -       | -       | -       | DNF   |